# Lamar Hunt U.S. Open Cup 2000
La Lamar Hunt U.S. Open Cup 2000 è stata la ottantasettesima edizione della coppa nazionale statunitense. È iniziata il 4 giugno 2000 e si è conclusa il 21 ottobre dello stesso anno.
Il torneo è stato vinto per la seconda volta dai Chicago Fire che ha battuto in finale il Miami Fusion per 2-1.

## Date
| Turno            | Data                          |
| ---------------- | ----------------------------- |
| Primo turno      | 4-5-6 giugno 2000             |
| Secondo turno    | 13-14 giugno 2000             |
| Terzo turno      | 19-25-26 luglio 2000          |
| Quarti di finale | 9 agosto 2000                 |
| Semifinali       | 23 agosto - 12 settembre 2000 |
| Finale           | 21 ottobre 2000               |

## Primo Turno
| Squadra 1                 | Risultato | Squadra 2                      |
| ------------------------- | --------- | ------------------------------ |
| Mexico SC                 | 3 - 2     | San Gabriel Valley Highlanders |
| non conosciuta (bandiera) | 2 - 1     | Central Florida Kraze          |
| Milwaukee Bavarian        | 0 - 3     | Chicago Sockers                |
| Jerry D's                 | 0 - 6     | Michigan Bucks                 |

## Secondo Turno
| Squadra 1             | Risultato       | Squadra 2              |
| --------------------- | --------------- | ---------------------- |
| San Diego Flash       | 2 - 1           | Riverside County Elite |
| Rochester Rhinos      | 2 - 1           | Pittsburgh Riverhounds |
| North Virginia Royals | 2 - 3           | Hampton Roads Mariners |
| Mexico SC             | 0 - 7           | Minnesota Thunder      |
| MetroStars            | 2 - 1           | Wilmington Hammerheads |
| K.C. Wizards          | 0 - 0 (6-7 dtr) | Chicago Sockers        |
| Michigan Bucks        | 1 - 0           | N.E. Revolution        |
| S.J. Earthquakes      | 5 - 0           | California Gold        |
| N.J. Stallions        | 1 - 6           | Miami Fusion           |
| Colorado Rapids       | 0 - 3           | Richmond Kickers       |
| Uruguay SC            | 0 - 1 (dts)     | Tampa Bay Mutiny       |
| DFW Tornados          | 0 - 4           | Chicago Fire           |
| Columbus Crew         | 2 - 0           | Cape Cod Crusaders     |
| Nashville Metros      | 0 - 3           | Dallas Burn            |
| D.C. United           | 4 - 0           | Charleston Battery     |
| Seattle Sounders      | 1 - 2           | L.A. Galaxy            |

## Terzo Turno
| Squadra 1              | Risultato       | Squadra 2             |
| ---------------------- | --------------- | --------------------- |
| Hampton Roads Mariners | 1 - 4           | Columbus Crew         |
| Tampa Bay Mutiny       | 0 - 3           | MetroStars            |
| Chicago Fire           | 1 - 0           | Chicago Sockers       |
| Miami Fusion           | 3 - 3 (6-5 dtr) | Michigan Bucks Select |
| Dallas Burn            | 2 - 0           | Minnesota Thunder     |
| Richmond Kickers       | 0 - 2           | S.J. Earthquakes      |
| L.A. Galaxy            | 2 - 0           | San Diego Flash       |
| Rochester Rhinos       | 0 - 3           | D.C. United           |

## Quarti di finale
| Squadra 1    | Risultato       | Squadra 2        |
| ------------ | --------------- | ---------------- |
| Miami Fusion | 3 - 2 (dts)     | D.C. United      |
| Dallas Burn  | 1 - 5           | Chicago Fire     |
| MetroStars   | 1 - 1 (7-6 dtr) | Columbus Crew    |
| L.A. Galaxy  | 2 - 0           | S.J. Earthquakes |

## Semifinali
| Squadra 1    | Risultato   | Squadra 2   |
| ------------ | ----------- | ----------- |
| Chicago Fire | 2 - 1 (dts) | L.A. Galaxy |
| Miami Fusion | 3 - 2       | MetroStars  |

## Finale
| Arbitro: | Kevin Stott |

|            |           |                                  |
| Wélton 90’ | Marcatori | 44’ Stoičkov 88’ (aut.) Marshall |